# Miribel-les-Échelles
Miribel-les-Échelles település Franciaországban, Isère megyében. Lakosainak száma 1740 fő (2022. január 1.). Miribel-les-Échelles Voissant, Saint-Laurent-du-Pont, Les Échelles, Saint-Franc, Entre-deux-Guiers, Merlas, Saint-Aupre és Saint-Joseph-de-Rivière községekkel határos.

## Népesség
A település népességének változása:
| Lakosok száma | 1209 | 1442 | 1607 | 1733 | 1739 | 1720 | 1721 | 1733 | 1743 | 1740 |
|               | 1968 | 1982 | 1990 | 2006 | 2013 | 2015 | 2017 | 2019 | 2020 | 2022 |